# Alborache
Alborache település Spanyolországban, Valencia tartományban. Alborache Buñol, Dos Aguas, Godelleta, Turís, Yátova és Macastre községekkel határos. Lakosainak száma 1471 fő (2024).

## Népesség
A település lakosságának változását az alábbi diagram mutatja:
| Lakosok száma | 937  | 948  | 1038 | 1209 | 1268 | 1185 | 1140 | 1160 | 1328 | 1471 |
|               | 2001 | 2004 | 2007 | 2009 | 2012 | 2014 | 2017 | 2019 | 2022 | 2024 |